# Liesbeth Kamerling
Pour les articles homonymes, voir Kamerling.
Liesbeth Kamerling, née le 1er décembre 1975 à Gouda, est une actrice et femme de lettres néerlandaise.

## Carrière
Elle est la sœur de l'acteur et chanteur Antonie Kamerling. Elle est la belle-sœur de l'actrice Isa Hoes et l'homme politique Onno Hoes. Elle est la tante de l'acteur Merlijn Kamerling.

## Filmographie

### Cinéma et téléfilms
- 1999 : Sneeuwwitje : Blanche Neige
- 1999-2000 : Blauw blauw (nl) : Eva
- 2001 : Doei (nl) : Petra
- 2001 : Baantjer : Yvonne Kuipers
- 2001 : Costa! (nl) : Annemiek
- 2001-2006 : Goede tijden, slechte tijden : Daantje Mus
- 2002 : Science Fiction (nl) : Ellen
- 2003 : Phileine zegt sorry (nl) : Fleur
- 2004 : Ernstige delicten (nl) : Ariane Sommerveld
- 2004 : De zusjes Kriegel (nl) : Lucy
- 2004 : Stille Nacht (nl) : Emma Machielsen
- 2004 : Profs : Marije
- 2007 : Panman, Rhythm of the Palms (nl) : Ingrid
- 2009 : Lenteveld : La téléphoniste
- 2010 : Marijn (nl) : La maman
- 2012 : Sinterklaasjournaal (nl) : Miss Astrid
- 2013 : Maak je Eigen Kerst! : Madame

## Livre
- 2018 : Overprikkeld: Eerste hulp bij hoogsensiviteit : co-écrit avec Lieke Zunderdorp